# ماكسيم غريجورجيف
ماكسيم غريجورجيف (بالروسية: Максим Сергеевич Григорьев)‏ (6 يوليو 1990 بليبيتسك في روسيا - ) هو لاعب كرة قدم روسي في مركز الوسط. شارك مع منتخب روسيا تحت 21 سنة لكرة القدم ومنتخب روسيا لكرة القدم. أما مع النوادي، فقد لعب مع سبارتاك موسكو ولوكوموتيف موسكو ونادي روستوف وميتوس نوفوتشركاسك ‏.

## وصلات خارجية
- ماكسيم غريجورجيف على موقع ناشيونال فوتبول تيمز (الإنجليزية)
- ماكسيم غريجورجيف على موقع Soccerway.com (الإنجليزية)
- ماكسيم غريجورجيف على موقع عالم كرة القدم.نت (الإنجليزية)